# The Collection (2012)
The Collection (br O Colecionador de Corpos 2) é um filme de terror e ação produzido nos Estados Unidos, dirigido por Marcus Dunstan e lançado em 2012.